# Jedouchov

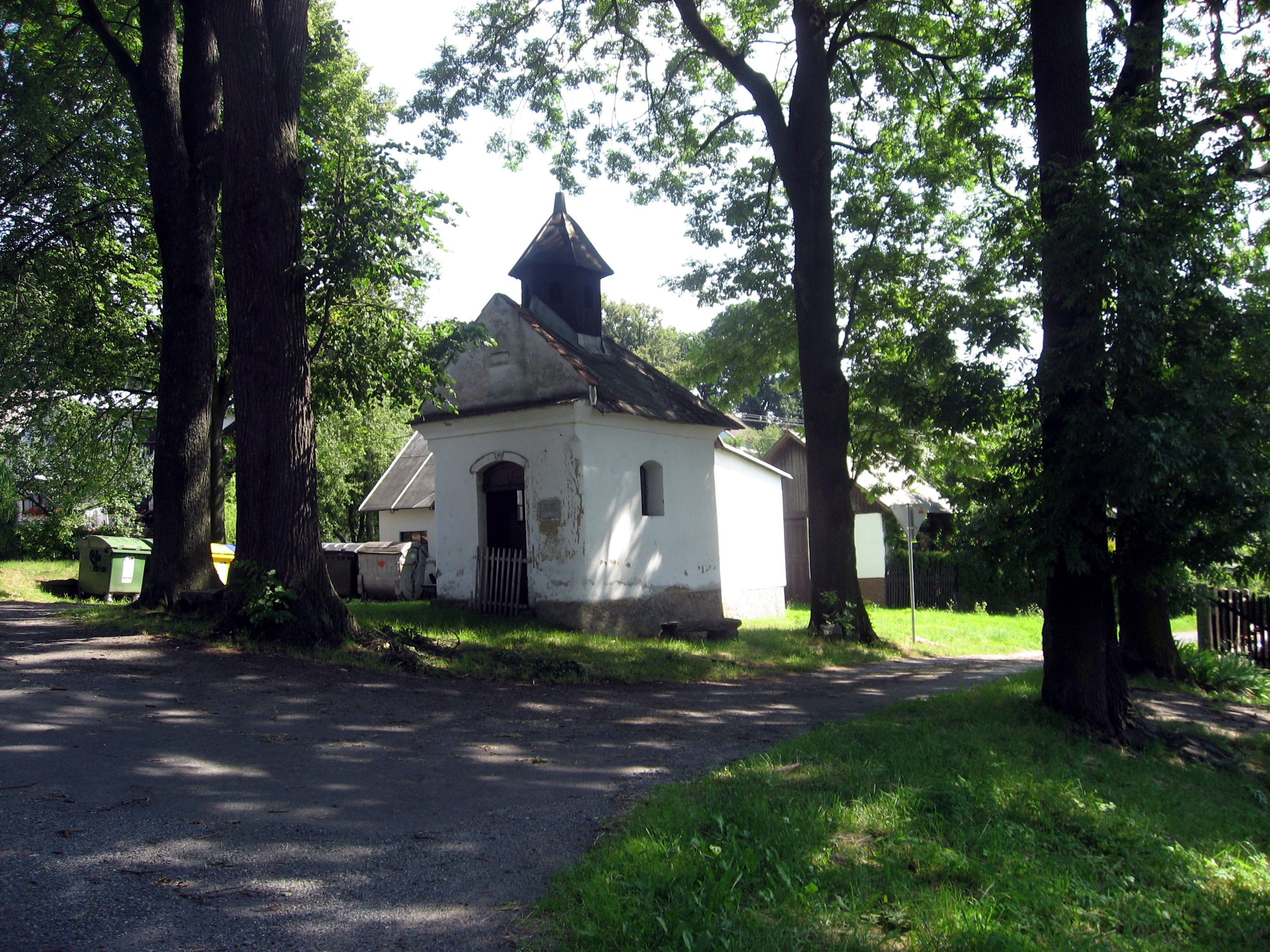
Kapelle der Jungfrau Maria

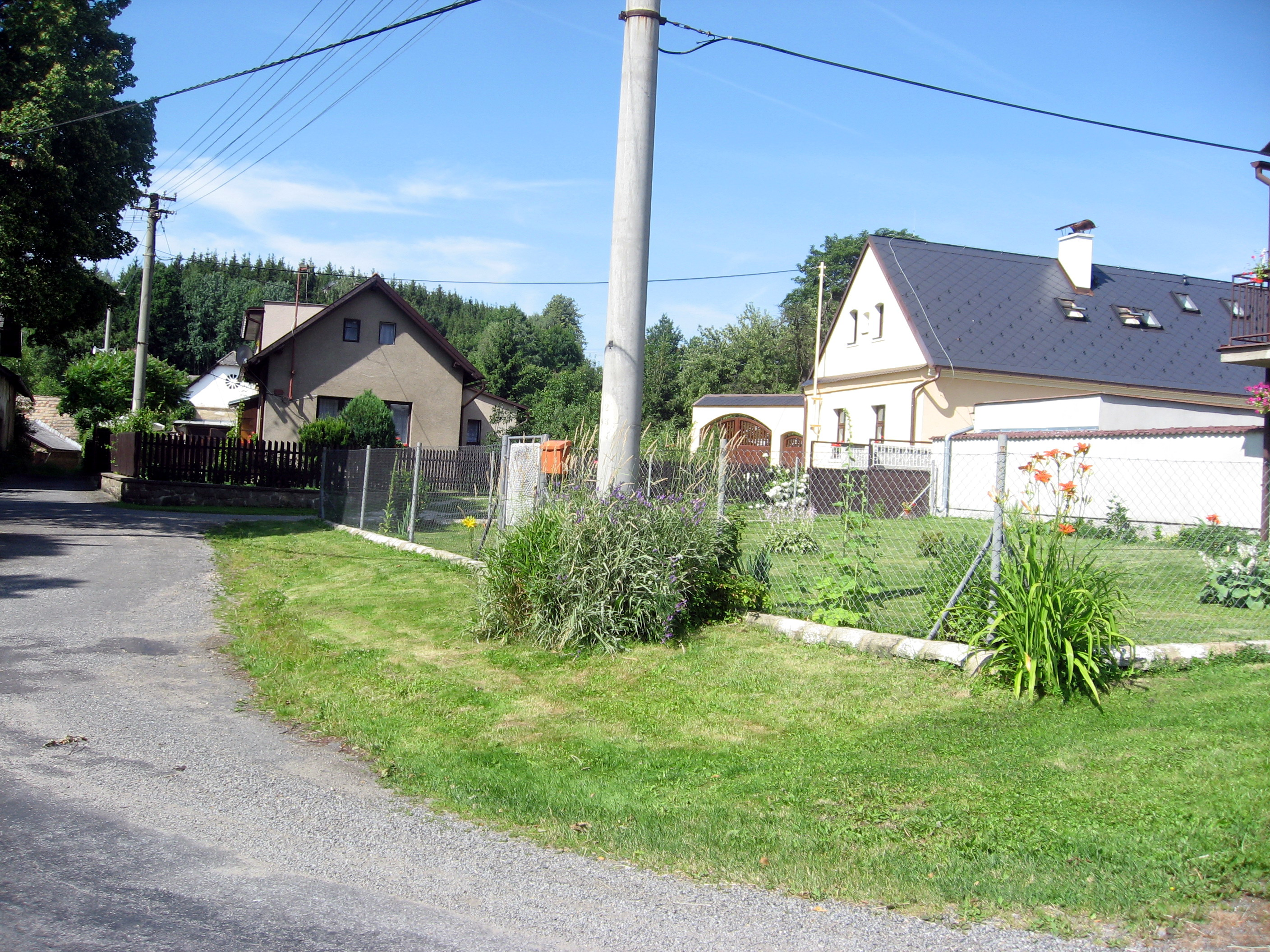
Ortsansicht

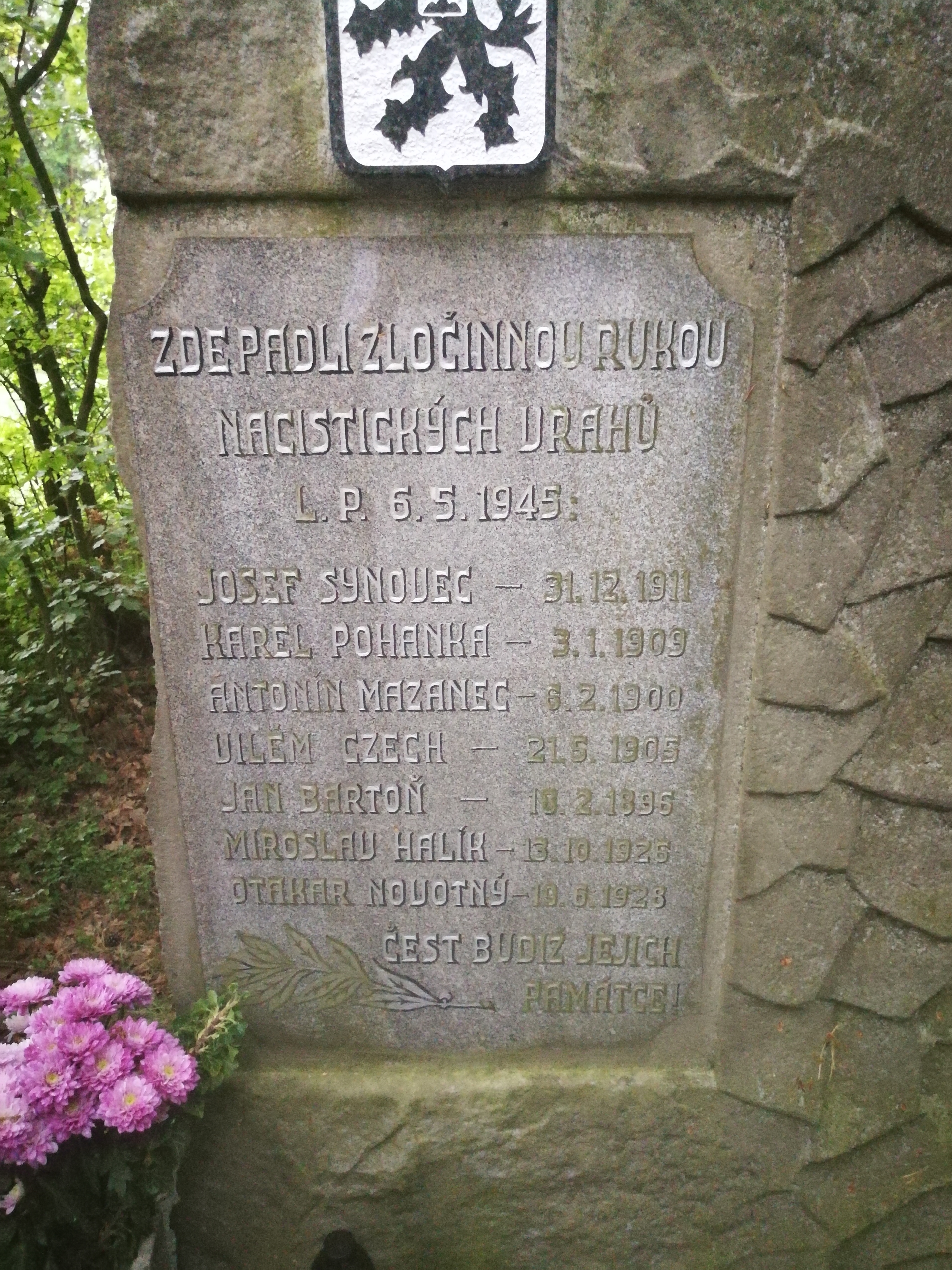
Gedenkstein für die am 6. Mai 1945 im Hurtův háj Hingerichteten

Jedouchov (deutsch Jedouchow, auch Jedauchow) ist ein Ortsteil der Gemeinde Věž in Tschechien. Er liegt neun Kilometer nordöstlich des Stadtzentrums von Humpolec und gehört zum Okres Havlíčkův Brod.

## Geographie
Jedouchov befindet sich linksseitig über dem Tal des Perlový potok (Skaler Bach) am nordöstlichen Abfall des Worlowkammes in der Křemešnická vrchovina (Křemešník-Bergland). Südlich erhebt sich der Lejchovec (588 m n.m.), im Südwesten der Orlík (Worlow, 678 m n.m.), westlich der Kopec (655 m n.m.) und die Kalvárie (615 m n.m.). Westlich des Dorfes erstrecken sich die Orlovské lesy (Worlowwald) mit dem Wildgehege Veselsko.
Nachbarorte sind Svitálka, Kojkovice, U Bártíků und Krásná Hora im Norden, Čekánov, Hlavňov und Bezděkov im Nordosten, Kvasetice im Osten, Svitálka, Květinov, Jalovčí, Radňov, Ulrichův Mlýn und Koječín im Südosten, Věž im Süden, Skála, Leština, Veselsko und Čejov im Südwesten, Mozerov und Orlovy im Westen sowie Kejžlice, Nový Dvůr und Kojkovičky im Nordwesten.

## Geschichte
Dyeduchov wurde 1379 im erzbischöflichen Steuerregister unter den Gütern der Herrschaft Herálec erstmals urkundlich erwähnt. Die zwölf Siedler bewirtschafteten siebeneinhalb Hufen Land. Nach den Hussitenkriegen erwarb Nikolaus Trčka von Lípa das Dorf und schlug es der Herrschaft Lipnice zu. In der Mitte des 16. Jahrhunderts wurde das Dorf dem Gut Věž untertänig. Vor 1595 wurde Jedouchov dem Gut Okrouhlice, das Burian III. Trčka von Lípa kurz zuvor zu seiner Herrschaft Světlá hinzu erworben hatte, zugeordnet. Die Niedere Gerichtsbarkeit über Jedouchov, Bratroňov, Čekánov, Bezděkov und Hlavňov übte der Rychtář von Čekánov aus. Nach der Ermordung von Adam Erdmann Trčka von Lípa konfiszierte Kaiser Ferdinand II. am 29. März 1634 dessen Güter und die seines Vaters Jan Rudolf Trčka von Lípa, deren Schätzwert zusammen bei 4.000.000 Gulden lag; das Konfiskationspatent wurde im Mai 1636 durch den Reichshofrat in Wien bestätigt.
Ferdinand II. ließ die Herrschaft Světlá in landtäflige Güter zerstückeln und verkaufte sie Günstlingen. Den verbliebenen Teil der Herrschaft verkaufte er 1636 seinem Kämmerer und Kriegsrat Don Aldobrandini, der sie dem Sohn des Generals Pappenheim, dem Großprior der Malteser Wolf Adam zu Pappenheim, überließ. Nach dessen Tod erfolgte eine Güterteilung. Die Pappenheimer Erben erhielten das um zahlreiche Dörfer der Herrschaft Světlá erweiterte Gut Okrouhlice und verkauften es 1637 an Philipp Adam zu Solms-Lich. Zu dieser Zeit wurde das Dorf als Gedauchowie bzw. Gedauchow bezeichnet. Während der schwedischen Besetzung der Burg Lipnice war Jedouchov zwischen 1639 und 1648 sowohl Raubüberfällen und Plünderungen durch die Schweden sowie Brandschatzungen durch die kaiserlichen Truppen, die die Burg zurückerobern wollten, ausgesetzt. Die meisten Bewohner verbargen sich und ihr Hab und Gut in den dichten Wäldern um den Worlow. Im Jahre 1646 waren sechs der zehn Häuser des Dorfes niedergebrannt. Nach der Seelenliste von 1651 lebten in den zehn Häuser 78 Personen, davon 74 Protestanten und 4 Katholiken. In der nachfolgenden Zeit setzte die Rekatholisierung der Einwohner ein. Aus der berní rula von 1654 geht hervor, dass in Jedouchov drei alteingesessene Bauern wirtschafteten; neu angesiedelt waren zwei Bauern und ein Gärtner. Ein Bauernhof war verdorben. Der Ackerbau war wegen der steinigen Felder wenig ertragreich, bedeutsam war die Schafzucht und die Schweinehütung in den herrschaftlichen Wäldern.
Michael Achatius von Kirchner, der um 1708 die Güter Pollerskirchen, Herálec und Okrouhlice mit Věž erworben hatte, überließ das Gut Okrouhlice noch im selben Jahre dem Johann Peter Straka von Nedabylic und Libčan. Straka verfügte in seinem 1710 niedergelegten Testament die Errichtung der Straka-Stiftung zur Errichtung einer adeligen Ritterakademie für junge verarmte Adelige. In diese flossen neben seinem Gütern Okrauhlitz, Liebtschan und Ober Weckelsdorf, auch ein Barvermögen von 38.542 Gulden ein. Nach dem Erlöschen des Grafengeschlechts Straka von Nedabylic wurden die drei Güter ab 1771 als Graf Straka Gestift verwaltet. Nach den Hungerjahren 1770–1773 wurde der Kartoffelanbau eingeführt und gewann zunehmend an Bedeutung. Da die Straka-Akademie nicht zustande gekommen war, wurde 1782 auf Anordnung des Kaisers Joseph I. aus dem Ertrag der drei Güter ein jährliches Stipendium für studierende böhmische Jünglinge adeligen Standes in sämtlichen k. k. Erblanden ausgelobt. 1792 wurden die drei Stiftungsgüter unter die Oberverwaltung des böhmisch-ständischen Landesausschusses gestellt.
Im Jahre 1840 bestand das im Caslauer Kreis gelegene Dorf Jedauchow aus 23 Häusern, in denen 174 Personen lebten. im Ort hab es ein emphyteutisches Wirtshaus. Pfarrort war Skala. Die Kapelle wurde 1841 erbaut. Bis zur Mitte des 19. Jahrhunderts blieb Jedauchow der Stiftungsherrschaft Okrauhlitz untertänig.
Nach der Aufhebung der Patrimonialherrschaften bildete Jedouchov ab 1849 einen Ortsteil der Gemeinde Bezděkov im Gerichtsbezirk Deutschbrod. In dieser Zeit erfolgte der Bau der Straße nach Věž, deren Kosten von 1600 Gulden das Dorf selber trug. Ab 1868 gehörte der Ort zum Bezirk Deutschbrod. 1869 hatte Jedouchov 173 Einwohner und bestand aus 23 Häusern. Nach dem Bau der neuen Grundschule in Věž wurden die Kinder aus Jedouchov 1884 von Skála nach Věž umgeschult. Im Jahre 1900 lebten in Jedouchov 176 Menschen, 1910 waren es 156. Jedouchov löste sich 1923 von Bezděkov los und bildete eine eigene Gemeinde. 1930 hatte Jedouchov 141 Einwohner und bestand aus 27 Häusern. 1932 grub ein Einwohner am Waldrand ein Tongefäß mit 16 Brakteaten aus der Zeit von 1190 bis 1250, die während der Regentschaft von Ottokar I. Přemysl und Ottokar II. Přemysl geprägt wurden. Es handelt sich um die ältesten böhmischen Münzen, die in der Gegend aufgefunden wurden. Die Freiwillige Feuerwehr wurde 1933 gegründet. Am 6. Mai 1945 wurden im Wäldchen Hurtův háj sieben Einwohner von Německý Brod durch die deutschen Besatzer erschossen und in zwei Gruben verscharrt. Am 26. November 1971 erfolgte die Eingemeindung nach Věž. Beim Zensus von 2001 lebten in den 26 Häusern des Dorfes 45 Personen.

## Ortsgliederung
Der Ortsteil Jedouchov bildet einen Katastralbezirk.

## Sehenswürdigkeiten
- Kapelle der Jungfrau Maria auf dem Dorfplatz, errichtet 1841. An der Kapelle befindet sich eine Gedenktafel für den am 1. Mai 1945 in Königgrätz hingerichteten Einwohner Jan Horák, der sich vor der angeordneten Zwangsarbeit versteckt hatte.
- Gedenkstein für die am 6. Mai 1945 im Hurtův háj Hingerichteten, südöstlich des Dorfes nahe der Straße von Věž nach Bezděkov, enthüllt am 16. September 1945.
- Gusseisernes Flurkreuz am Westhang der Kalvárie, errichtet 1875 zusammen mit einer Steintreppe von den Eheleuten Pytlík zum Dank für die Verschonung durch den Teufel. Vor dem Bauern Jaroslav Pytlík war bei Feldarbeiten auf dem Gipfel des Hügels ein Staubteufel mit Zapfen, Nadeln und einem lebendigen Hasen aufgestiegen, er hielt den Luftwirbel für die Erscheinung des Teufels. Auf dem Gipfel der Kalvárie befand sich früher ein 50 m hoher hölzerner Aussichtsturm, in den 1960er Jahren wurde er wegen Verfalls abgerissen.